# Ultimate Santana
Ultimate Santana je kompilacijski album skupine Santana, ki je izšel leta 2007. Album vsebuje skladbe z albumov Supernatural, Shaman in All That I Am skupaj s starejšimi uspešnicami skupine. Med 18 skladbami so tri novitete. Album je izšel ko se je založba Sony Music Entertainment (lastnica založbe Columbia Records) združila z založbo BMG (lastnica založbe Arista Records) v založbo Sony BMG.
3. novembra 2007 je album debitiral na 8. mestu lestvice Billboard 200, s prodanimi 56,000 izvodi v prvem tednu.

## Seznam skladb
| #  | Skladba                               | Sodelujoči izvajalec         | Z albuma                           | Dolžina |
| -- | ------------------------------------- | ---------------------------- | ---------------------------------- | ------- |
| 1  | "Into the Night"                      | Chad Kroeger (Nickelback)    | nova skladba, 2007                 | 3:42    |
| 2  | "Smooth" (radijska verzija)           | Rob Thomas (Matchbox Twenty) | Supernatural, 1999                 | 4:00    |
| 3  | "Maria Maria"                         | The Product G&B              | Supernatural                       | 4:22    |
| 4  | "This Boy's Fire"                     | Jennifer Lopez in Baby Bash  | nova skladba                       | 3:30    |
| 5  | "She's Not There"                     |                              | Moonflower, 1977                   | 3:30    |
| 6  | "Black Magic Woman"                   |                              | Abraxas, 1970                      | 3:15    |
| 7  | "The Game of Love"                    | Michelle Branch              | Shaman, 2002                       | 4:15    |
| 8  | "Samba Pa Ti"                         |                              | Abraxas                            | 4:45    |
| 9  | "Evil Ways"                           |                              | Santana, 1969                      | 3:55    |
| 10 | "Put Your Lights On"                  | Everlast                     | Supernatural                       | 4:45    |
| 11 | "Corazón Espinado"                    | Maná                         | Supernatural                       | 4:35    |
| 12 | "Why Don't You & I"                   | Alex Band (The Calling)      | Ceremony: Remixes & Rarities, 2003 | 3:51    |
| 13 | "Just Feel Better"                    | Steven Tyler (Aerosmith)     | All That I Am, 2005                | 4:12    |
| 14 | "Europa (Earth's Cry Heaven's Smile)" |                              | Amigos, 1976                       | 5:05    |
| 15 | "No One to Depend On"                 |                              | Santana III, 1971                  | 5:33    |
| 16 | "Oye Como Va"                         |                              | Abraxas                            | 4:18    |
| 17 | "Interplanetary Party"                |                              | nova skladba                       | 4:06    |
| 18 | "The Game of Love" (nova verzija)     | Tina Turner                  | nova skladba                       | 4:22    |

## Glasbeniki
- Vokal – Everlast, Jennifer Lopez, Alex Band, Mana, Michelle Branch, Rob Thomas, Steven Tyler, Baby Bash, The Product G&B, Tina Turner
- Carlos Santana – solo kitara, tolkala, spremljevalni vokali
- Benny Rietveld – bas
- Chad Kroeger – kitara, vokal
- Karl Perazzo – tolkala, timbales
- Rodney Holmes – bobni
- Raul Rekow – konge, tolkala
- Julius Melendez – trobenta
- William Ortiz – trobenta
- Jose Abel Figueroa – trombon
- Jeff Cressman – trombon
- Joseph Herbert – čelo
- Daniel Seidenberg – viola
- Hari Balakrisnan – viola
- Jeremy Cohen – violina
- Dante Ross – programiranje
- John Gamble – programiranje
- Sergio Vallín – ritem kitara
- Alberto Salas – klaviature
- Juan Calleros – bas
- Alex González – bobni, spremljevalni vokali
- Gonzalo Chomat – spremljevalni vokali
- Greg Walker – vokal
- Tom Coster – klaviature
- David Margen – bas
- Graham Lear – bobni
- Pete Escovedo – tolkala
- Chester D. Thompson – klaviature
- Gregg Rolie – klaviature, solo vokali
- David Brown – bas kitara
- Michael Shrieve – bobni
- José "Chepito" Areas – tolkala, konge, timbales
- Michael Carabello – tolkala, konge
- Dennis Chambers – bobni
- Neal Schon – kitara
- Leon "Ndugu" Chancler – bobni, timbales, Remo Rototoms, tolkala, konge
- Armando Peraza – konge, bongos
- Ivory Stone – spremljevalni vokal
- Julia Tillman Waters – spremljevalni vokal
- Maxine Willard Waters – spremljevalni vokal
- David Delgado – Hammond B3, klaviature

## Lestvice in certifikati
| Lestvica (2007)                   | Mesto |
| --------------------------------- | ----- |
| Avstralija – Top 50 albumov       | 6     |
| Avstrija – Top 75 albumov         | 28    |
| Belgija (Flandrija) – 100 albumov | 5     |
| Belgija (Valonija) – 100 albumov  | 35    |
| Kanadska lestvica albumov         | 23    |
| Danska – Top 40 albumov           | 18    |
| Francoske kompilacije             | 11    |
| Nemška lestvica albumov           | 19    |
| Irska – Top 75 albumov            | 22    |
| Italija – Top 20 albumov          | 11    |
| Mehika – Top 100 albumov          | 31    |
| Nizozemska – Top 100 albumov      | 68    |
| Nova Zelandija – Top 40 albumov   | 3     |
| Španija – Top 100 albumov         | 16    |
| Švica – Top 100 albumov           | 13    |
| VB – Lestvica albumov             | 16    |
| ZDA – Billboard 200               | 8     |
| ZDA – Digital Albums              | 8     |
| ZDA – Rock Albums                 | 4     |

| Lestvica (2008)            | Mesto |
| -------------------------- | ----- |
| Finska Top – 50 albumov    | 4     |
| Madžarska – Top 40 albumov | 12    |
| Norveška – Top 40 albumov  | 7     |

| Regija                | Certifikat | Prodaja |
| --------------------- | ---------- | ------- |
| Avstralija (ARIA)     | Platinast  | 70,000  |
| Belgija (BEA)         | Zlat       | 15,000  |
| Madžarska (MAHASZ)    | Platinast  | 6,000   |
| Nova Zelandija (RMNZ) | Platinast  | 15,000  |
| Poljska (ZPAV)        | Zlat       | 10,000  |
| ZDA (RIAA)            | Zlat       | 500,000 |